# 青木祐奈
青木 祐奈（あおき ゆな、英語: Yuna Aoki、2002年1月10日 - ）は、日本のフィギュアスケート選手（女子シングル）。

## 人物
神奈川県横浜市出身。血液型はA型。
5歳のときにトリノオリンピックの荒川静香の演技を見てフィギュアスケートをはじめた。憧れの選手はフィギュアスケートを始めるきっかけとなった荒川である。横浜清風高等学校、日本大学卒業。

## 経歴
2013年、全日本ノービス選手権（ノービスA）で2位となり、初出場となった全日本ジュニア選手権では、SPで5位につけるもFSで18位に沈み、総合15位となる。初の国際大会となった2014年プランタン杯ではノービスクラスで優勝。2014-15シーズンは、2014年アジアフィギュア杯及び2015年チャレンジカップのノービスクラスでともに優勝。全日本ノービス選手権（ノービスA）で初優勝し、全日本ジュニア選手権ではSP3位、FS6位で総合5位に入った。また2015年世界国別対抗戦に開催国の招待選手としてエキシビションに参加した。
2015-16シーズンより日本スケート連盟のフィギュアスケート強化選手に初めて選ばれる。初戦の2015年アジアフィギュア杯ではジュニアクラスで優勝。ISUジュニアグランプリシリーズに参戦しJGPリガ杯で7位となる。この大会のSPでは、難度の高い3回転ルッツ-3回転ループのコンビネーションジャンプを史上4人目に成功させた。全日本ジュニア選手権では7位となる。初出場となった全日本選手権では16位となる。2016年ババリアンオープンのジュニアクラスでは2位入賞する。
2016-17シーズン、初戦のJGPチェコスケートで4位、続くJGP B.シュベルター杯で5位となる。
2018-19シーズン。2019年2月に開催されたババリアンオープンがシニアデビュー戦。SPで68.43点を出し、宮原知子を抑えトップに立つ。フリーは宮原に次ぐ2位の114.47点、合計182.90点で宮原に次ぐ第2位。得点は公認されない。
2019-20シーズン、9月開催のISUジュニアグランプリシリーズ第4戦チェリャビンスクにエントリーされていたが、8月に左足首を骨折し、棄権。同時に、治療の為 同シーズンの試合を欠場することを本人のインスタグラムにて発表した。
2020-21シーズン、骨折を乗り越え、東京選手権で復帰。
2023-24シーズン、強化指定選手Aに選ばれた。当初ISUグランプリシリーズのアサインはなかったが、第6戦NHK杯への追加出場が決まった。3月に大学を卒業、競技続行を表明。
2024–25シーズン、NHK杯では、SPで69.78点、フリーで125.29点、合計で195.07点と、SPと合計で自己ベストを更新して3位となり、ジュニア時代から合わせてGPシリーズで初めての表彰台に上がった。2025年3月31日、2025–26シーズンの競技続行をSNSで表明。

## 技術・演技
アクセルを除く5種類のトリプルジャンプを跳ぶことができる。2015-16シーズンには3回転ルッツ-3回転ループのコンビネーションジャンプをISU公認の競技会にてイリーナ・スルツカヤ・安藤美姫・アデリナ・ソトニコワに続き史上4人目に成功させた。また同シーズンに樋口新葉も成功させ、その後、川畑和愛、アリーナ・ザギトワ、アレクサンドラ・トゥルソワが成功させている。その他にも3回転フリップ-3回転ループや3回転サルコウ-3回転ループ、2回転半アクセル-3回転トゥーループ、3回転ルッツ-3回転トゥーループ、2回転半アクセル-シングルオイラー-3回転フリップのコンビネーションジャンプをプログラムに取り入れている。

## 競技成績

### ISUパーソナルベストスコア
- SP - ショートプログラム、FS - フリースケーティング
- TSS - 部門内合計得点（英: Total segment score）は太字
- TES - 技術要素点（英: Technical element score）、PCS - 演技構成点（英: Program component score）

| 部門 | 種類 | 得点   | 大会                   |
| ---- | ---- | ------ | ---------------------- |
| 総合 | TSS  | 195.07 | 2024年NHK杯            |
| SP   | TSS  | 69.78  | 2024年NHK杯            |
| SP   | TES  | 36.89  | 2024年NHK杯            |
| SP   | PCS  | 32.89  | 2024年NHK杯            |
| FS   | TSS  | 126.52 | 2024年スケートアメリカ |
| FS   | TES  | 64.52  | 2024年スケートアメリカ |
| FS   | PCS  | 67.04  | 2024年NHK杯            |

### 戦績表
- マークが付いている大会は国際スケート連盟公認の国際大会
- GP - ISUグランプリシリーズ
- CS - ISUチャレンジャーシリーズ
- JGP - ISUジュニアグランプリシリーズ

| 大会/年              | 2013 -14 | 2014 -15 | 2015 -16 | 2016 -17 | 2017 -18 | 2018 -19 | 2019 -20                      | 2020 -21 | 2021 -22 | 2022 -23 | 2023 -24 | 2024 -25 | 2025 -26 |
| -------------------- | -------- | -------- | -------- | -------- | -------- | -------- | ----------------------------- | -------- | -------- | -------- | -------- | -------- | -------- |
| GPスケートカナダ     |          |          |          |          |          |          | 骨 折 に よ り 全 試 合 欠 場 |          |          |          |          |          | TBD      |
| GPスケートアメリカ   |          |          |          |          |          |          | 骨 折 に よ り 全 試 合 欠 場 |          |          |          |          | 7        |          |
| GP NHK杯             |          |          |          |          |          |          | 骨 折 に よ り 全 試 合 欠 場 |          |          |          | 5        | 3        |          |
| 全日本選手権         |          |          | 16       |          |          | 14       | 骨 折 に よ り 全 試 合 欠 場 | 19       | 30       | 7        | 9        | 12       |          |
| 全日本Jr.選手権      | 15       | 5        | 7        | 9        | 17       | 5        | 骨 折 に よ り 全 試 合 欠 場 |          |          |          |          |          |          |
| JGPリッチモンド      |          |          |          |          |          | 7        | 骨 折 に よ り 全 試 合 欠 場 |          |          |          |          |          |          |
| JGP B.シュベルター杯 |          |          |          | 5        |          |          | 骨 折 に よ り 全 試 合 欠 場 |          |          |          |          |          |          |
| JGPチェコスケート    |          |          |          | 4        |          |          | 骨 折 に よ り 全 試 合 欠 場 |          |          |          |          |          |          |
| JGPリガ杯            |          |          | 7        |          |          |          | 骨 折 に よ り 全 試 合 欠 場 |          |          |          |          |          |          |
| トリグラフ杯         |          |          |          |          |          |          | 骨 折 に よ り 全 試 合 欠 場 |          |          | 2        |          |          |          |
| ババリアンオープン   |          |          | 2 J      |          |          | 2        | 骨 折 に よ り 全 試 合 欠 場 |          |          |          |          |          |          |
| アジアフィギュア杯   |          | 1 N      | 1 J      |          |          |          | 骨 折 に よ り 全 試 合 欠 場 |          |          |          |          | WD       |          |
| チャレンジカップ     |          | 1 N      |          |          |          |          | 骨 折 に よ り 全 試 合 欠 場 |          |          |          | 2        |          |          |
| プランタン杯         | 1 N      |          |          |          |          |          | 骨 折 に よ り 全 試 合 欠 場 |          |          |          |          |          |          |

- N - ノービスクラス
- J - ジュニアクラス

### 詳細
パーソナルベストは太字で表示
| 2024-2025 シーズン    |                                                  |          |           |           |
| 開催日                | 大会名                                           | SP       | FS        | 結果      |
| 2024年12月19日 - 22日 | 第93回全日本フィギュアスケート選手権（門真）     | 6 70.07  | 14 124.00 | 12 194.07 |
| 2024年11月8日 - 10日  | ISUグランプリシリーズ NHK杯（東京）              | 3 69.78  | 5 125.29  | 3 195.07  |
| 2024年10月18日 - 20日 | ISUグランプリシリーズ スケートアメリカ（アレン） | 10 56.51 | 4 126.52  | 7 183.03  |

| 2023-2024 シーズン    |                                              |          |          |          |
| 開催日                | 大会名                                       | SP       | FS       | 結果     |
| 2024年2月22日 - 25日  | チャレンジカップ 2024（ティルブルフ）        | 1 72.01  | 2 137.36 | 2 209.37 |
| 2023年12月20日 - 24日 | 第92回全日本フィギュアスケート選手権（長野） | 11 61.44 | 8 130.57 | 9 192.01 |
| 2023年11月24日 - 26日 | ISUグランプリシリーズNHK杯（門真）           | 8 58.28  | 5 126.18 | 5 184.46 |

| 2022-2023 シーズン    |                                                    |          |          |          |
| 開催日                | 大会名                                             | SP       | FS       | 結果     |
| 2023年4月12日 - 16日  | 2023年トリグラフトロフィー（イェセニツェ）         | 2 57.22  | 2 128.70 | 2 185.92 |
| 2022年12月21日 - 25日 | 2023年第91回全日本フィギュアスケート選手権（門真） | 10 62.48 | 6 129.41 | 7 191.89 |

| 2021-2022 シーズン    |                                                  |          |    |      |
| 開催日                | 大会名                                           | SP       | FS | 結果 |
| 2021年12月22日 - 26日 | 第90回全日本フィギュアスケート選手権（さいたま） | 30 46.90 | -  | 30   |

| 2020-2021 シーズン    |                                              |          |          |           |
| 開催日                | 大会名                                       | SP       | FS       | 結果      |
| 2020年12月24日 - 27日 | 第89回全日本フィギュアスケート選手権（長野） | 14 59.97 | 21 98.27 | 19 158.24 |

| 2018-2019 シーズン    |                                                       |         |           |           |
| 開催日                | 大会名                                                | SP      | FS        | 結果      |
| 2019年2月5日 - 10日   | 2019年ババリアンオープン（オーベルストドルフ）        | 1 68.43 | 2 114.47  | 2 182.90  |
| 2018年12月20日 - 24日 | 第87回全日本フィギュアスケート選手権（門真）          | 8 63.72 | 17 105.56 | 14 169.28 |
| 2018年11月23日 - 25日 | 第87回全日本フィギュアスケートジュニア選手権（福岡）  | 4 55.23 | 6 102.11  | 5 157.34  |
| 2018年9月12日 - 15日  | ISUジュニアグランプリ JGPリッチモンド（リッチモンド） | 8 54.81 | 7 99.43   | 7 154.24  |

| 2017-2018 シーズン    |                                                      |          |          |           |
| 開催日                | 大会名                                               | SP       | FS       | 結果      |
| 2017年11月25日 - 26日 | 第86回全日本フィギュアスケートジュニア選手権（前橋） | 17 51.27 | 16 94.93 | 17 146.20 |

| 2016-2017 シーズン     |                                                                |         |          |          |
| 開催日                 | 大会名                                                         | SP      | FS       | 結果     |
| 2016年11月18日 - 20日  | 第85回全日本フィギュアスケートジュニア選手権（札幌市）         | 8 56.80 | 9 104.55 | 9 161.35 |
| 2016年10月5日 - 8日    | ISUジュニアグランプリ ブラエオン・シュベルター杯（ドレスデン） | 5 56.47 | 3 113.13 | 5 169.60 |
| 2016年8月31日 - 9月3日 | ISUジュニアグランプリ チェコスケート（オストラヴァ）           | 4 56.60 | 4 99.19  | 4 155.79 |

| 2015-2016 シーズン    |                                                               |          |          |           |
| 開催日                | 大会名                                                        | SP       | FS       | 結果      |
| 2016年2月17日 - 21日  | 2016年ババリアンオープン ジュニアクラス（オーベルストドルフ） | 2 62.84  | 3 85.38  | 2 148.22  |
| 2015年12月24日 - 27日 | 第84回全日本フィギュアスケート選手権（札幌）                  | 9 58.96  | 18 96.88 | 16 155.84 |
| 2015年11月21日 - 23日 | 第84回全日本フィギュアスケートジュニア選手権（ひたちなか）    | 10 52.96 | 8 109.51 | 7 162.47  |
| 2015年8月26日 - 30日  | ISUジュニアグランプリ リガ杯（リガ）                          | 5 56.67  | 10 89.56 | 7 146.23  |
| 2015年8月5日 - 8日    | 2015年アジアフィギュア杯ジュニアクラス（バンコク）            | 2 44.49  | 1 89.99  | 1 134.48  |

| 2014-2015 シーズン    |                                                      |         |          |          |
| 開催日                | 大会名                                               | SP      | FS       | 結果     |
| 2015年2月19日 - 22日  | 2015年チャレンジカップノービスクラス（ハーグ）       | 1 44.50 | 1 81.80  | 1 126.30 |
| 2014年11月22日 - 24日 | 第83回全日本フィギュアスケートジュニア選手権（新潟） | 3 60.37 | 6 103.31 | 5 163.68 |
| 2014年8月6日 - 10日   | 2014年アジアフィギュア杯ノービスクラス（台北）       | 1 47.52 | 1 95.11  | 1 142.63 |

| 2013-2014 シーズン    |                                                        |         |          |           |
| 開催日                | 大会名                                                 | SP      | FS       | 結果      |
| 2014年3月14日 - 16日  | 2014年プランタン杯ノービスクラス（ルクセンブルク市）   | 1 40.11 | 2 68.61  | 1 108.72  |
| 2013年11月22日 - 24日 | 第82回全日本フィギュアスケートジュニア選手権（名古屋） | 5 50.03 | 18 84.13 | 15 134.16 |

## プログラム使用曲
| シーズン  | SP | FS | EX                                                                                       |
| --------- | --- | --- | ---------------------------------------------------------------------------------------- |
| 2024-2025 | Adios Nonino 曲：アストル・ピアソラ 振付：ミーシャ・ジー                                                                                                   | Popsical 曲：Chloe Flower 振付：ミーシャ・ジー                                                         | Glimpse Of Us 曲：Joji 振付：青木祐奈                                                    |
| 2023-2024 | Young and Beautiful 曲：Lana Del Rey 振付：青木祐奈 | She 振付：ミーシャ・ジー                                                                               | 映画『アーティスト』より 作曲：ルドヴィック・ブールス 振付：鈴木明子                     |
| 2022-2023 | 映画『アーティスト』より 作曲：ルドヴィック・ブールス 振付：鈴木明子                                                                                       | Io Ti Penso Amore 振付：ミーシャ・ジー                                                                 |                                                                                          |
| 2021-2022 | 映画『アーティスト』より 作曲：ルドヴィック・ブールス 振付：鈴木明子                                                                                       | Beethoven's 5 Secrets 曲：ピアノ・ガイズ 振付：ミーシャ・ジー                                          |                                                                                          |
| 2020-2021 | Live For The One I Love 曲：セリーヌ・ディオン 振付：ステファン・ランビエール                                                                              | Beethoven's 5 Secrets 曲：ピアノ・ガイズ 振付：ミーシャ・ジー                                          |                                                                                          |
| 2018-2019 | テレビドラマ『エデンの東』より 作曲：リー・ホールドリッジ 振付：都築奈加子                                                                                 | ピアノ協奏曲イ短調 作品16 作曲：エドヴァルド・グリーグ 振付：都築奈加子                                |                                                                                          |
| 2017-2018 | テレビドラマ『エデンの東』より 作曲：リー・ホールドリッジ 振付：都築奈加子                                                                                 | オン・マイ・オウン 作曲：クロード＝ミシェル・シェーンベルク 振付：都築奈加子、ステファン・ランビエール |                                                                                          |
| 2016-2017 | Boogie Woogie Bugle Boy 作曲：ドン・レイ、ヒュー・プリンス シング・シング・シング 作曲：ルイ・プリマタイスの瞑想曲 作曲：ジュール・マスネ 振付：都築奈加子 | オン・マイ・オウン 作曲：クロード＝ミシェル・シェーンベルク 振付：都築奈加子、ステファン・ランビエール |                                                                                          |
| 2015-2016 | タイスの瞑想曲 作曲：ジュール・マスネ 振付：都築奈加子 | ピアノ協奏曲第2番 作曲：セルゲイ・ラフマニノフ 振付：都築奈加子                                        |                                                                                          |
| 2014-2015 | 幻想即興曲 作曲：フレデリック・ショパン | シェヘラザード 作曲：ニコライ・リムスキー＝コルサコフ                                                  | 生まれてはじめて 映画『アナと雪の女王』より 演奏：クリスティン・ベル、イディナ・メンゼル |